# 金斯不稳定性
在恒星形成过程中，当分子云的热压力不足以抵抗引力时，会在引力的作用下发生塌缩，这一现象称为金斯不稳定性，以物理學家詹姆士·金斯為名。在分子云的内部，存在引力和因分子热运动产生的热压力。如果热压力足够高，则微小的密度涨落能够被热压力所克服，如果热压力比起引力来說是可以被忽略的，那么微小的密度涨落能够被无限放大，最终导致整个分子云在引力的作用下塌缩。塌缩的临界尺度为{\displaystyle R_{\mathrm {J} }={\sqrt {\frac {15k_{B}T}{4\pi G\mu m_{H}\rho _{0}}}}}{\displaystyle R_{J}}为金斯长度，{\displaystyle k_{B}}为玻尔兹曼常数，{\displaystyle T}为温度，{\displaystyle G}为万有引力常数，{\displaystyle \mu }为平均分子量，{\displaystyle m_{H}}为氢原子质量，{\displaystyle \rho _{0}}为云团的平均密度。如果密度扰动区域的长度大于金斯长度时，会发生引力塌缩。

## 理论推导
可以证明，对于一个密度均匀的球体，其总引力势能为{\displaystyle U=-{\frac {3}{5}}{\frac {GM^{2}}{R}}}其中{\displaystyle M}为云团质量，{\displaystyle R}为云团半径。云团内粒子因热运动产生的总动能为：{\displaystyle K={\frac {3}{2}}Nk_{B}T}{\displaystyle N}为粒子总数，{\displaystyle N={\frac {M}{\mu m_{H}}}}。
根据位力定理，云团收缩的条件是{\displaystyle |U|>2K}，因此联立两方程，云团自发收缩的尺度很容易得出：{\displaystyle R_{\mathrm {J} }={\sqrt {\frac {15k_{B}T}{4\pi G\mu m_{H}\rho _{0}}}}}根据密度的定义，同样可以写出云团自发收缩的最小质量，称为金斯质量：{\displaystyle M_{J}=({\frac {5k_{B}T}{G\mu m_{H}}})^{\frac {3}{2}}({\frac {3}{4\pi \rho _{0}}})^{\frac {1}{2}}}金斯长度的推导并未考虑到外界压力对云团的影响，考虑外界压力影响后，云团自发收缩的最小质量由伯納-依伯特質量给出。
当分子云的半径大于金斯长度或质量大于金斯质量时，会发生引力塌缩。塌缩的过程中介质的黏性可以忽略，因此塌缩时标是动力学时标。{\displaystyle \tau _{\mathrm {ff} }\approx {\sqrt {\frac {r^{3}}{GM}}}\approx {\sqrt {\frac {1}{G\rho }}}}